# Whitchurch (Shropshire)
Pour les articles homonymes, voir Whitchurch.
Whitchurch est une ville de marché et une paroisse civile du Shropshire, en Angleterre.